# Amphilius kivuensis
Amphilius kivuensis es una especie de pez de la familia Amphiliidae en el orden de los Siluriformes.

## Morfología
• Los machos pueden llegar alcanzar los 10,6 cm de longitud total.

## Distribución geográfica
Se encuentran en África: ríos al oeste del lago Kivu (República Democrática del Congo), río Ruzizi y afluentes del lago Tanganika.